# Hornets de Duluth
Les Hornets de Duluth sont une franchise professionnelle de hockey sur glace ayant évolué dans l'Association américaine de hockey.

## Histoire
Les Hornets sont créés en 1924 dans la United States Amateur Hockey Association. Ils rejoignent ensuite en 1925 une toute nouvelle ligue amateur, la Ligue centrale de hockey. L'équipe termine cette saison à la deuxième place de la ligue qui comporte six équipes. La saison suivante, la LCH devient une ligue professionnelle et change de nom pour s'appeler Association américaine de hockey (AHA) ; l'équipe devient alors elle aussi professionnelle et est une des six équipes qui débute cette première saison de l'AHA. Cette première saison professionnelle est conclue par une victoire en saison régulière puis en séries éliminatoires pour l'équipe dirigée par Dick Carroll. La deuxième saison des Hornetts dans l'AHA est également une réussite pour l'équipe qui remporte une nouvelle fois le titre de saison régulière mais qui perd en finale des séries. Pour sa troisième saison, Carroll, qui devient entraîneur des Oilers de Tulsa, est remplacé derrière le banc par Wilfred Green ; l'équipe ne remporte pas le championnat cette fois-ci et termine à l'avant-dernière place. Les deux saisons suivantes sont conclues à chaque fois par une deuxième place et, enfin, la dernière saison des Hornets se termine par un troisième place. Au cours de la saison 1932-1933, la franchise quitte Duluth et déménage à Wichita où elle devient les Blue Jays.

## Statistiques
| No | Saison    | PJ | V  | D  | N  | BP  | BC  | Pts | Classement | Séries éliminatoires |
| -- | --------- | -- | -- | -- | -- | --- | --- | --- | ---------- | -------------------- |
| 1  | 1925-1926 | 40 | 18 | 14 | 8  | 70  | 58  | 44  | 2e place   | -                    |
| 2  | 1926-1927 | 38 | 20 | 10 | 8  | 90  | 46  | 48  | 1re place  | Vainqueurs           |
| 3  | 1927-1928 | 40 | 18 | 9  | 13 | 63  | 49  | 49  | 1re place  | Finalistes           |
| 4  | 1928-1929 | 40 | 15 | 21 | 4  | 66  | 70  | 34  | 5e place   | Non qualifiés        |
| 5  | 1929-1930 | 48 | 18 | 13 | 17 | 86  | 83  | 53  | 2e place   | Défaite au 1er tour  |
| 6  | 1930-1931 | 48 | 28 | 19 | 1  | 119 | 92  | 56  | 3e place   | Défaite au 1er tour  |
| 7  | 1931-1932 | 48 | 21 | 24 | 3  | 97  | 97  | 42  | 3e place   | Finalistes           |
| 8  | 1932-1933 | 42 | 17 | 24 | 1  | 112 | 130 | 34  | 4e place   | Non qualifiés        |